# Gerundium
Gerundium er en substantivisk form af et verbum, der anvendes på samme måde som en infinitiv eller et verbalsubstantiv på dansk. Gerundium findes bl.a. på latin, flere romanske sprog og engelsk.
Hvor nogle grammatikere advarer mod sammenblanding af gerundium og gerundiv, formentlig af pædagogisk-didaktiske grunde, skriver professor Franz Blatt: »Gerundium og Gerundiv er egentlig een og samme Form« (§ 283 i »Latinsk Syntaks i Hovedtræk«).

## Latin
Gerundium bøjes som substantiv i neutrum, men findes ikke i nominativ, hvor der i stedet anvendes infinitiv som subjekt eller subjektsprædikat. I akkusativ anvendes gerundium kun styret af præposition, men som objekt bruges i stedet infinitiv.

## Engelsk
Gerundium er betegnelsen på -ing-formen anvendt substantivisk.
- Swimming is easy (at svømme er let, svømning er let)

(Når -ing-formen anvendes adjektivisk (f.eks. the swimming boy, den svømmende dreng), er det gerundiv. På engelsk sammenfattes gerundium og gerundiv under betegnelsen the gerund (ing-formen), når man ikke ønsker at skelne mellem substantivisk og adjektivisk brug).